# Międzynarodowy Rok Lasów

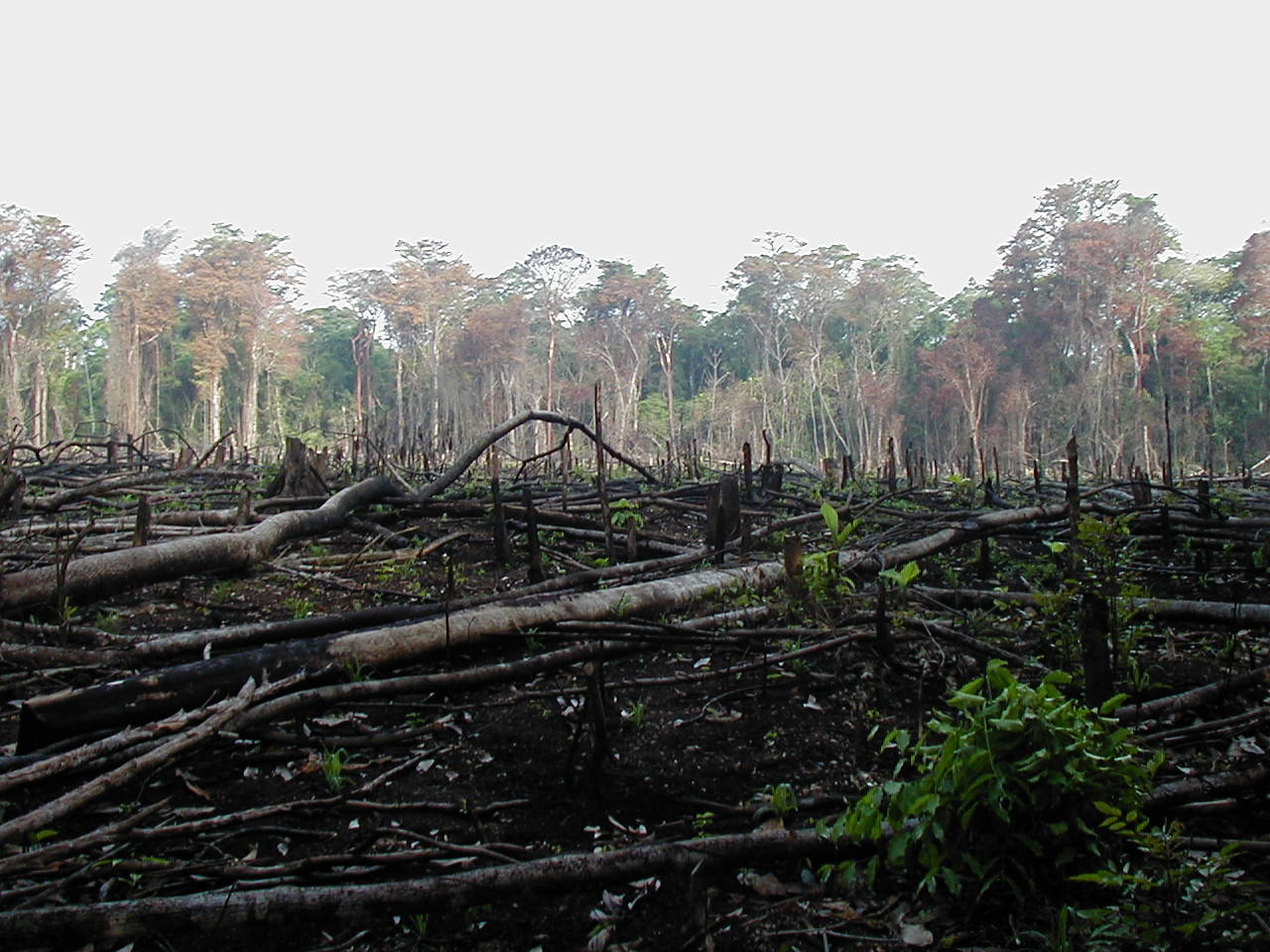
Wypalanie i wyrąb lasu pod uprawy rolnicze w Meksyku.

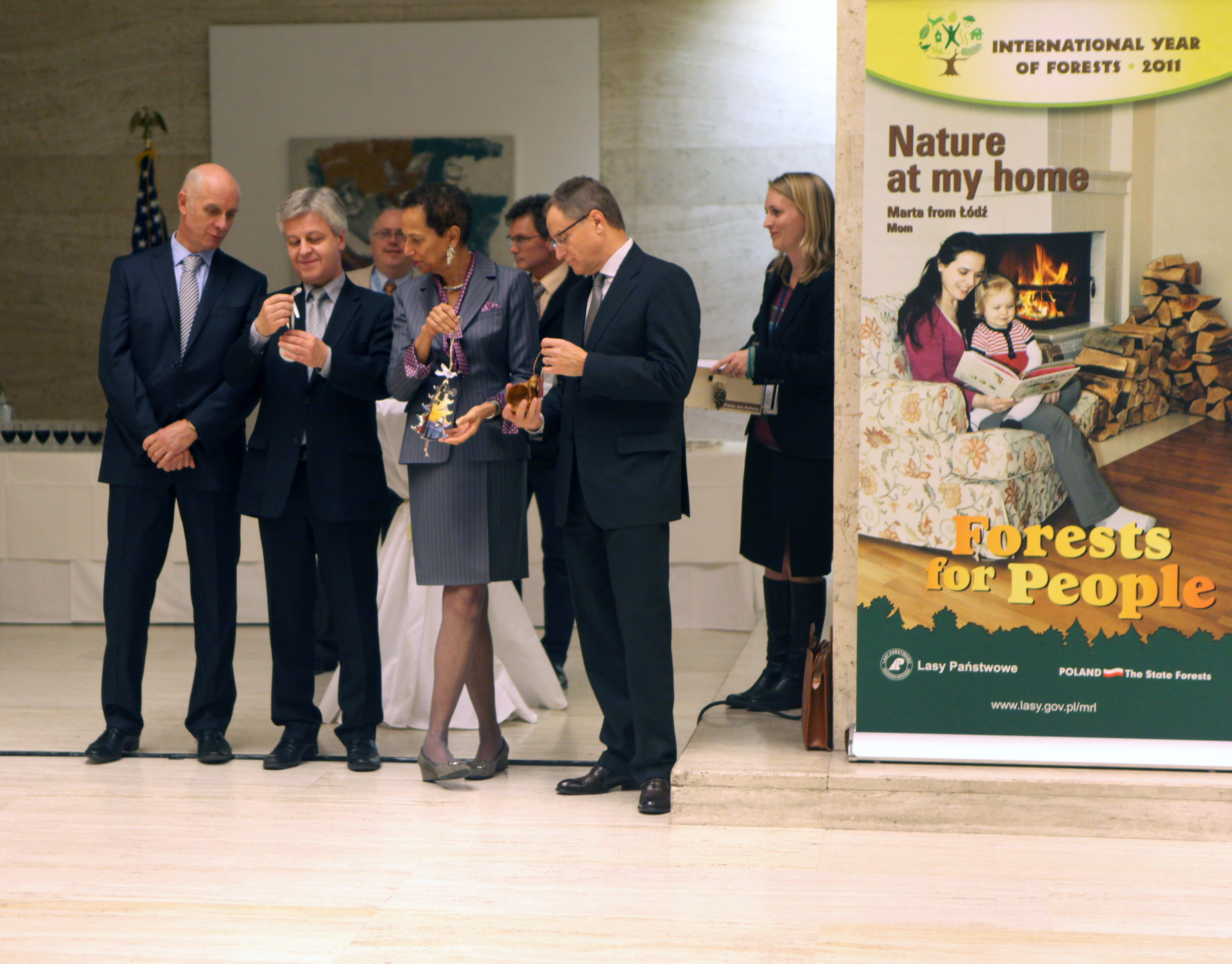

Międzynarodowy Rok Lasów 2011, ang. International Year of Forests – rok proklamowany podczas 61. sesji Zgromadzenia Ogólnego Organizacji Narodów Zjednoczonych 20 grudnia 2006 roku (rezolucja 61/193).
Wezwano wszystkie państwa ONZ z odpowiednimi organizacjami rządowymi, pozarządowymi, sektorem prywatnym i innymi podmiotami gospodarczymi do podjęcia wspólnego wysiłku, którego celem jest podniesienie świadomości na temat zrównoważonego zarządzania, ochrony i zrównoważonego rozwoju wszystkich rodzajów lasów. Logo Międzynarodowego Roku Lasów oraz główne przesłanie „Lasy dla ludzi” („Forests for people”) mają wzmocnić przekaz, że lasy są niezbędne dla przetrwania i dobrobytu 7 mld ludzi na całym świecie.
Cel 1
Rozbudzenie świadomości ekologicznej społeczeństwa na temat dobrego stanu lasów europejskich.
Informacja kluczowa:

Powierzchnia lasów Europy stale się powiększa, poprawia się ich stan zdrowotny, co jest wynikiem odpowiedzialnej gospodarki leśnej.
Cel 2
Uświadomienie społeczeństwu, że lasy zarządzane zgodnie z zasadami trwałej i zrównoważonej gospodarki leśnej są źródłem tlenu, drewna, energii, a także wielu innych towarów i usług, wzbogacają różnorodność biologiczną, mają korzystny wpływ na środowisko (m.in. pochłaniają węgiel) oraz zapewniają miejsca pracy i piękne środowisko do życia i wypoczynku człowieka.
Informacja kluczowa:

Lasy Europy są zarządzane w sposób rozważny, oparty na zasadzie trwałości, w celu zapewnienia produkcji nieograniczonych i odnawialnych źródeł energii, dóbr oraz usług dostarczanych przez środowisko leśne z korzyścią dla nas wszystkich.

lub

Lasy Europy są zarządzane w sposób rozważny, oparty na zasadzie trwałości, w celu zapewnienia korzyści dostarczanych przez środowisko oraz produkcji nieograniczonych i odnawialnych surowców i dóbr dla nas wszystkich.
Cel 3
Zwiększenie atrakcyjności drewna jako surowca i źródła energii poprzez uświadomienie społeczeństwu zdolności odnawiania się lasów europejskich.

Informacja kluczowa:

Wykorzystując surowiec drzewny, dbamy o środowisko i wzbogacamy nasze codzienne życie.